# Pletiu de Travessani
El Pletiu de Travessani és un pletiu situat dins del terme municipal de la Vall de Boí, a la comarca de l'Alta Ribagorça, i dins el Parc Nacional d'Aigüestortes i Estany de Sant Maurici.
Es troba, entre 2.215 i 2.245 metres d'altitud, en el centre de la Capçalera de Caldes, per damunt del Pletiu d'Estany Negre (S) i de les Llastres de la Morta (SO), i per sota de l'Estany de Travessani. Petits estanyets esquitxen el pletiu, tots ells desaigüen cap a les Llastres de la Morta i el seu barranc; excepte el més oriental que ho fa cap al sud: recull les aigües que li aporta l'Estany de Travessani i desguassa pel Pletiu d'Estany Negre fins a l'Estany Negre.

## Rutes[2]
Per la seva situació, pròxima al Refugi Joan Ventosa i Calvell, nombroses rutes que surten del refugi travessen el pletiu: 
- Les que passen pels Estanys de Tumeneia.
- Les que voregen l'Estany de Travessani.